# Michał Sokołowski
Michał Sokołowski (Varsovia; 11 de diciembre de 1992) es un baloncestista polaco que pertenece a la plantilla del Dinamo Sassari de la Lega Basket Serie A italiana. Con 1,96 metros de estatura, juega en la posición de alero.

## Trayectoria deportiva

### Profesional
Sokołowski comenzó a jugar profesionalmente para Anwil Włocławek en la temporada 2011-12. Permaneció en el club durante tres temporadas y fichó por Rosa Radom en 2014. Ganó el premio al mejor defensor de la PLK dos veces mientras jugaba con Rosa Radom, en las temporadas 2015-16 y 2016-17. También fue nombrado Mejor Jugador Polaco de la PLK en la temporada 2017-18.
Firmó con Basket Zielona Góra para la temporada 2018-19. Fue nombrado una vez más mejor jugador polaco del PLK en la temporada 2018-19.
En julio de 2019, Sokołowski regresó a su antiguo club, el Anwil Włocławek. Promedió 5,3 puntos y 3,3 rebotes por partido. El 24 de agosto de 2020 fichó por el también equipo polaco del Legia Varsovia.
El 16 de octubre de 2020, poco después del inicio de la temporada 2020-21, fichó por el Universo Treviso Basket de la Serie A italiana. Jugó una temporada en la que promedió 13,3 puntos y 4,3 rebotes por partido.
En mayo de 2021 fichó en Israel por el Hapoel Holon BC. Regresó a Treviso para la temporada 2021-22 con un contrato de dos años. Promedió 11,2 puntos y 4,1 rebotes en la primera de ellas y 9,6 puntos y 2,5 rebotes la segunda.
El 18 de enero de 2023 fichó por el Beşiktaş de la Basketbol Süper Ligi turca.
El 10 de julio de 2023 firmó con el  Napoli Basket, regresando así a la liga italiana. El 18 de febrero de 2024 ganó la Copa de Italia, siendo elegido mejor jugador de la Final Eight.
El 31 de mayo de 2024 fichó por el Dinamo Sassari, también de la Lega Basket Serie A italiana.

### Selección nacional
Representó a Polonia en el Eurobasket Sub-18 de 2009 y 2010, y en el Eurobasket Sub-20 de 2011 y 2012.
Es un habitual de la selección absoluta desde la clasificación para el Eurobasket 2017. Su mejor actuación se dio en el Eurobasket 2022, en el que acabaron en la cuarta posición, y donde promedió 1,2 puntos y 4,3 rebotes por partido.
Jugó la Copa Mundial de Baloncesto de 2019.
Fue parte de la selección de baloncesto 3x3 de Polonia que consiguió la clasificación a los Juegos Olímpicos de París 2024.